# Уголовно-исполнительный кодекс Украины
Уголовно-исполнительный кодекс Украины (укр. Кримінально-виконавчий кодекс України) — это нормативный акт, который регулирует порядок отбывания уголовного наказания.
Вступил в силу с 1 января 2004 года, при этом потерял силу Исполнительно-трудовой кодекс УССР.

## Структура
Уголовно-исполнительный кодекс Украины состоит из общей части, особой части и заключительных положений.
Общая часть содержит один раздел - «Общие положения», где регулируется правовой статус осужденных, органы и учреждения отбывания наказание и надзор за исполнением.
Особая часть содержит 4 раздела насчет исполнения наказаний:
1. не связанных с лишением свободы (штраф, лишение звания,лишение права занимать определённые должности или заниматься определённой деятельностью, общественные и исправительные работы, Ограничения по военной службе, арест, ограничение свободы, конфискация имущества и содержание в дисциплинарном батальоне);
2. в виде лишения свободы;
3. в виде пожизненного лишения свободы;
4. освобождения от несения наказания.

В заключительных положениях отмечается, когда этот кодекс вступил в силу, какие кодексы потеряли силу, какие законы регулируют уголовно-исполнительное право и т. д.

## Цель УПК Украины
Уголовно-исполнительное законодательство Украины регламентирует порядок и условия исполнения уголовных наказаний с целью защиты личности, общества, государства от осужденных, их исправление и ресоциализацию, предотвращение совершения новых преступлений как осужденными, так и другими лицами, а также предотвращения незаконного обращения с осужденными.
Заданием Уголовно-исполнительного законодательства Украины является определение принципов исполнения уголовных наказаний, правового статуса осужденных, гарантий защиты их прав, интересов и обязанностей, порядка применения к ним средств воздействия с целью исправления, определения системы органов и учреждений исполнения наказаний, их функций, надзора и контроля за исполнением наказаний, порядка и условий исполнения и отбывания; освобождения от отбывания наказания.

## Некоторые общие положения
1. Уголовно-исполнительное законодательство Украины состоит из Уголовно-исполнительного кодекса Украины, других актов законодательства и международных договоров(ст. 2) в тех частях, которые не противоречат этому Кодексу  (прик. пол., п.3).
2. Порядок и условия исполнения наказаний определяются и обеспечиваются соответственно к действующему на данное время выполнения наказания законодательства (ст. 4).
3. Основанием для выполнения и отбывания наказания является приговор суда, который набрал законной силы, другие решения суда, закон Украины про амнистию и акт помилования (ст. 4).
4. Определение терминов:
  - Исправление осужденного— процесс позитивных изменений, которые происходят в его личности и создают у него готовность к самоконтрольному правопослушному поведению;
  - Ресоциализация осужденного - сознательное восстановление осужденного в социальном статусе полноправного члена общества. Необходимым условием для ресоциализации является исправление осужденных.
5. Основными средствами исправления и ресоциализации является установленный порядок исполнения и отбывания наказания (режим), труд, социально-воспитательная робота, обучение и общественное воздействие. Эти средства применяются с учетом вида наказания, личности преступника, характера и степени общественной опасности и мотивов совершенного преступления, а также поведения осужденного во время отбывания наказания (ст. 6, ч. 3, 4).